# Кайлахун (округ)
Кайлахун — округ в Восточной провинции Сьерра-Леоне. Столица и крупнейший город — Кайлахун. Другие крупные города округа — Сегбвема, Коинду, Пендембу и Дару. На 2010 год население округа составило 409 520 чел. Округ Кайлахун разделен на 14 племен.
Кайлахун граничит с Либерией на востоке, Гвинеей и округом Коно на севере, округом Кенема на западе.
Население преимущественно мусульмане.